# رجاء عماري
رجاء عماري مخرجة سينمائية تونسية، ولدت بمدينة تونس عام 1971. حصلت على الأستاذية في الأدب الفرنسي. سافرت بعد ذلك إلى باريس للدراسة في المؤسسة الأوروبية لحرف الصورة والصوت، فتخرجت من قسم السيناريو بها عام 1998. حصلت على جائزة أحسن فيلم قصير في النسخة الحادية عشر من مهرجان السينما الأفريقية بميلانو عام 2001 بفيلمها القصير ذات مساء في جويلية، كما حصلت بفيلها الطويل الدواحة على الجائزة الأولى «آرت مار» في مهرجان الفيلم والثقافات المتوسطية بباستيا (فرنسا) وعلى أحسن صورة سينمائية في مهرجان بلنسية (إسبانيا) عام 2009.

## أعمالها

### أفلام قصيرة
- أفريل (1998)
- ذات مساء في جويلية (2000)

### أفلام طويلة
- الحرير الأحمر (2002)
- على آثار النسيان (2004)، وهو فيلم وثائقي
- الدواحة (2009)

## روابط خارجية
- رجاء عماري على موقع IMDb (الإنجليزية)
- رجاء عماري على موقع ألو سيني (الفرنسية)
- رجاء عماري على موقع أول موفي (الإنجليزية)
- رجاء عماري على موقع قاعدة بيانات الفيلم (الإنجليزية)
- رجاء عماري على موقع كينوبويسك (الروسية)